# Адріан Пайпері
Адріан Пайпері (англ. Adrian Piperi, 20 січня 1999) — американський легкоатлет, чемпіон світу 2015 року зі штовхання ядра серед юнаків, срібний призер чемпіонату світу 2018 року серед юніорів у штовханні ядра.

## Основні міжнародні виступи
| Рік            | Змагання                                 | Місто          | Місце          | Дисципліна     | Примітки       |
| Виступи за США | Виступи за США                           | Виступи за США | Виступи за США | Виступи за США | Виступи за США |
| -------------- | ---------------------------------------- | -------------- | -------------- | -------------- | -------------- |
| 2015           | Чемпіонат світу серед юнаків             | Калі           | 1              | штовхання ядра | [ 1 ]          |
| 2015           | Чемпіонат світу серед юнаків             | Калі           | 6              | метання диска  |                |
| 2016           | Чемпіонат світу серед юніорів            | Бидгощ         | 4              | штовхання ядра |                |
| 2017           | Панамериканський чемпіонат серед юніорів | Трухільйо      | 3              | штовхання ядра |                |
| 2018           | Чемпіонат світу серед юніорів            | Тампере        | 2              | штовхання ядра | [ 2 ]          |